# Federico Vahey Alba
Federico Vahey Alba (Vélez-Málaga, 11 de noviembre de 1807-Madrid,19 de septiembre de 1856) fue un juez y magistrado español.

## Carrera
Abogado desde 1832. Nombrado Corregidor de la ciudad de Alhama de Granada en 1834. Juez interino de Primera Instancia en Jerez de la Frontera, el 23 de junio de 1839. Desde 1847 fue fiscal togado del Tribunal Mayor de Cuentas. en 1844 fue elegido diputado a Cortes por primera vez y luego secretario del Congreso.
Ministro de Gracia y Justicia desde el 14 de octubre de 1852 al 9 de abril de 1853. Luego fue Consejero Real.
Casado con Ana Bryan Livermore, hermana de obispo Tomás Bryan Livermore. No tuvieron hijos.